# マリー＝テレーズ・ド・ブルボン (1666-1732)

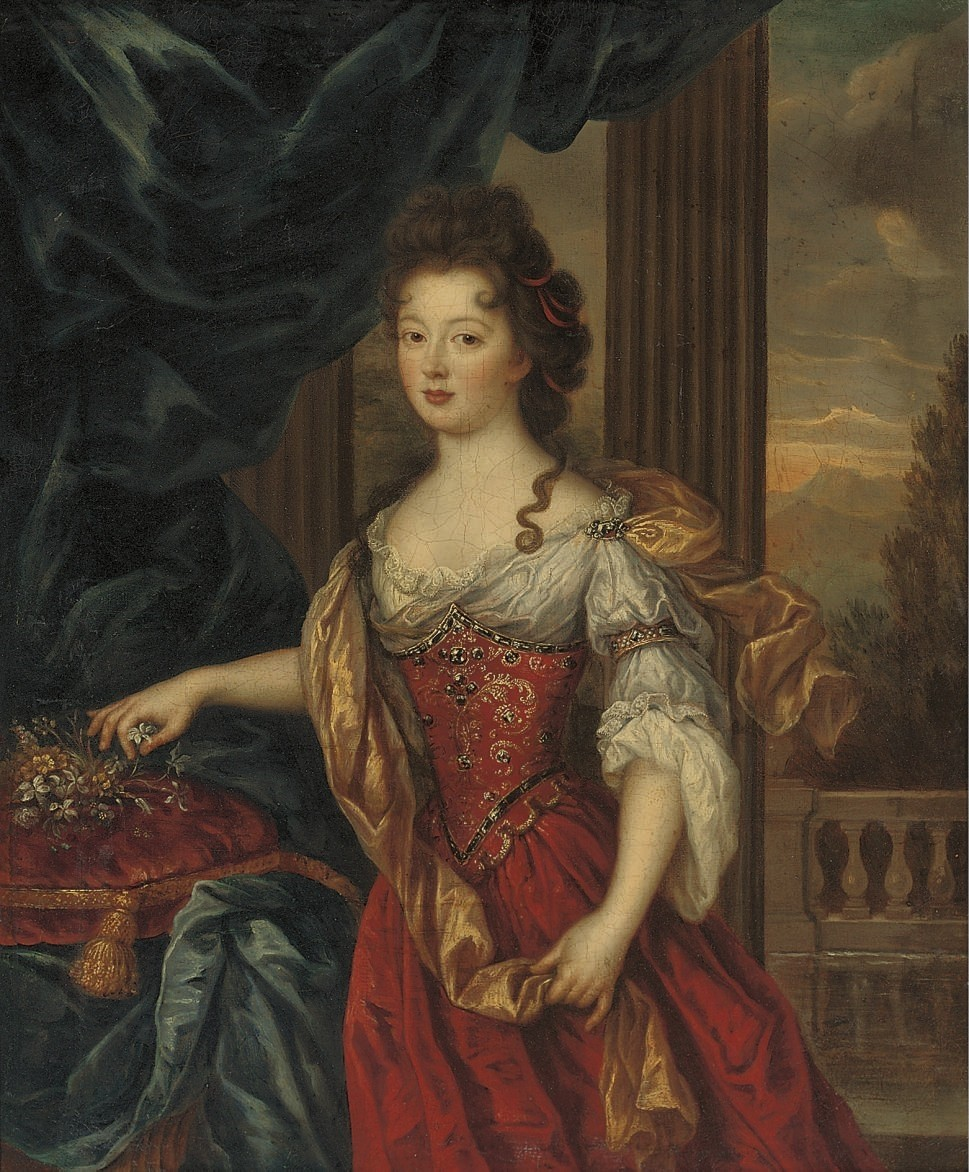
コンティ公妃、ピエール・ミニャール工房制作、1688年頃

マリー＝テレーズ・ド・ブルボン（Marie-Thérèse de Bourbon, 1666年2月1日 - 1732年1月22日）は、ブルボン朝フランス王家の一員。コンデ公ルイ2世（大コンデ）の孫娘で、コンティ公フランソワ・ルイ（大コンティ）の妻である。娘時代はブルボン姫（Mademoiselle de Bourbon）の儀礼称号で呼ばれたが、結婚後はコンティ公妃（Princesse de Conti）と称された。

## 生涯
コンデ公アンリ3世ジュールとその妻でプファルツ＝ジンメルン公エドゥアルトの娘であるアンヌ・ド・バヴィエールの間の第1子、長女としてパリのオテル・ド・コンデ（現在のオデオン座劇場）で生まれた。洗礼名はルイ14世の王妃マリー＝テレーズ・ドートリッシュに因んで付けられた。
最初、遠縁で40歳近く年上のカリニャーノ公エマヌエーレ・フィリベルトとの縁談があったが、カリニャーノ公がブルボン姫との結婚を通じて、本家筋のサヴォイア公ヴィットーリオ・アメデーオ2世から家督を奪う野心があると察知したルイ14世が破談にした。
1688年1月22日にヴェルサイユ宮殿の付属礼拝堂において、従叔父に当たるコンティ公フランソワ・ルイと結婚した。マリー＝テレーズは夫を熱愛したが、コンティ公の関心は家庭外にあった。コンティ公はマリー＝テレーズの弟コンデ公ルイ3世の妻であるルイーズ・フランソワーズ（ナント姫）に手を出したほか、男色趣味の持ち主でもあり、妻にさしたる興味を感じなかった。夫はスイスのヌーシャテル公領の相続請求を行ったり、1697年にはポーランドの国王選挙に出馬して王冠の獲得を狙うなどしたが、いずれも失敗に終わった。
夫や子供達と幸福な家庭生活を築けなかったマリー＝テレーズは、持ち城の1つリスル＝アダンの城館で孤独に暮らした。物静かで信心深く、妹のメーヌ公ルイ・オーギュスト夫人ルイーズ・ベネディクトのように政治的な野心も持たないコンティ公妃は、ヴェルサイユの宮廷人たちから慕われていた。母方の従叔母にあたるオルレアン公フィリップ1世夫人エリザベート・シャルロットは、マリー＝テレーズについて次のような人物評を残している。

公妃はコンデ親王家の一族の中では唯一気立ての良い人である。きっとドイツ人の血が流れているので、ドイツ人気質を受け継いだのだろう。小柄で、左右の足の長さがやや違うようだが、びっこではない。父親譲りの美しい目の持ち主である。目以外は取り立てて美しいわけではないが、諸芸に通じていて敬虔な人柄である。彼女が夫に苦しめられている様は誰しも同情を禁じ得ない。

1706年に夫と死別した後、マリー＝テレーズはコンティ親王家の持ち城の大規模な改修工事に乗り出し、手始めにセーヌ川左岸のオテル・ド・コンティ（Hôtel de Conti）に、次にその近くに建つオテル・ド・セニュレ（Hôtel de Seignelay）に手を入れた。公妃はこの改装工事を宮廷の首席建築家だったロベール・ド・コットに依頼した。1732年、オテル・ド・コンティで世を去った。

## 子女
夫との間に7人の子女をもうけた。
- マリー・アンヌ（1689年 - 1720年） - 1713年、コンデ公ルイ4世アンリと結婚
- 長男（名前不明、1693年）
- 次男（名前不明、1694年 - 1698年） - ラ・ロッシュ＝シュル＝ヨン公
- ルイ・アルマン2世（1695年 - 1727年） - コンティ公
- ルイーズ・アデライード（1696年 - 1750年） - ラ・ロッシュ＝シュル＝ヨン姫（Mademoiselle de La Roche sur Yon）
- 次女（1697年 - 1699年） - アレ姫（Mademoiselle d'Alais）
- ルイ＝フランソワ（1703年 - 1704年） - アレ伯